# Britisch-Indien

Kolonial-Flagge

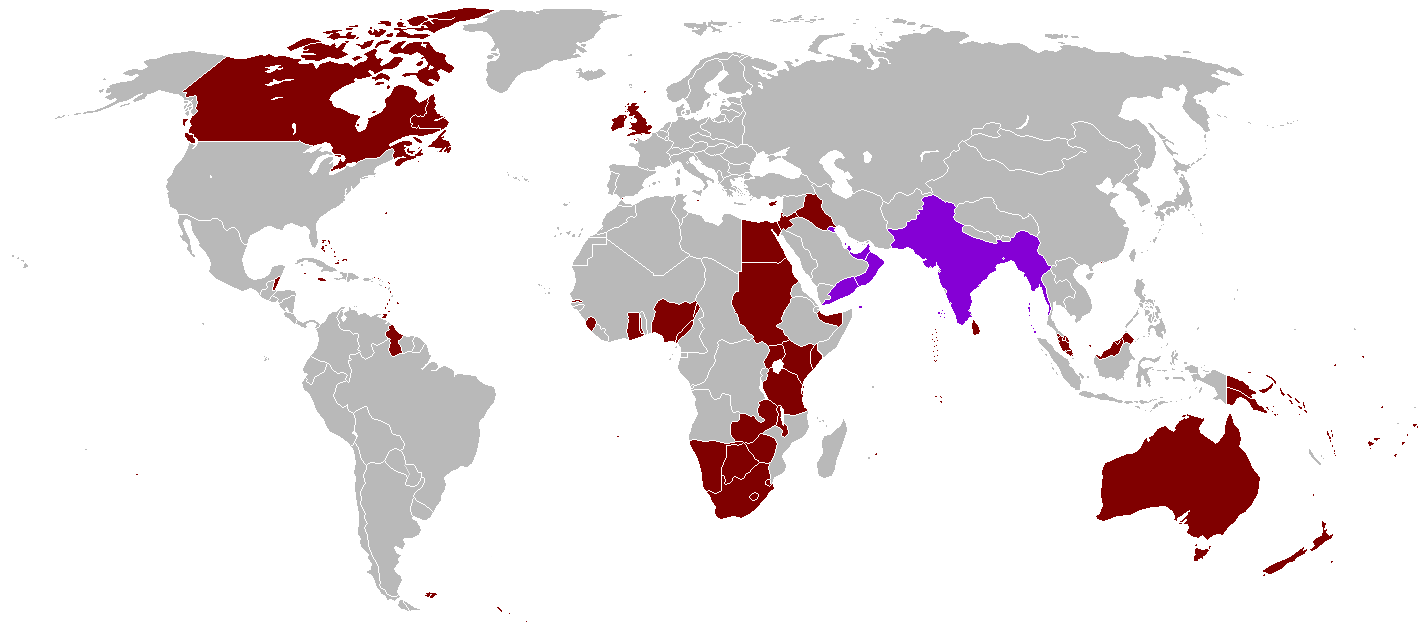
Indien (lila) als Teil des britischen Kolonialreiches (rot)

Britisch-Indien (englisch British India oder British Raj, aus Hindi [राज] rāj [rɑːdʒ] Listenⓘ) bezeichnet im engeren Sinne das Britische Kolonialreich auf dem indischen Subkontinent zwischen 1858 und 1947. Britisch-Indien entstand nach der Niederschlagung der Indischen Rebellion von 1857, indem die bisherigen Besitzungen der Britischen Ostindien-Kompanie in eine Kronkolonie umgewandelt wurden.
Zur Zeit seiner größten Expansion umfasste Britisch-Indien nicht nur das Gebiet der heutigen Republik Indien (gegründet 1947), sondern auch die Gebiete der heutigen Staaten Pakistan, Bangladesch, Bhutan, Myanmar und Teile von Kaschmir (unter der gegenwärtigen Kontrolle der Volksrepublik China). Kleinere Gebiete unter der Kontrolle anderer Staaten auf dem indischen Subkontinent waren Portugiesisch-Indien und Französisch-Indien. Niederländisch-Indien bezieht sich auf das heutige Indonesien (siehe Niederländische Besitzungen in Südasien).
Im Jahr 1876 wurde Königin Victoria von Großbritannien zur Kaiserin von Indien ausgerufen, und das Kaiserreich Indien (Indian Empire) galt als das „Kronjuwel des britischen Empire“ (the Jewel in the Crown of the British Empire).
Eine Besonderheit Britisch-Indiens war, dass nur etwa zwei Drittel seiner Bevölkerung und die Hälfte der Landfläche unter direkter britischer Herrschaft standen. Der Rest befand sich unter der Herrschaft von einheimischen Fürstendynastien, die in einem persönlichen Treueverhältnis zur britischen Krone standen. Es gab insgesamt mehr als 500 solcher Fürstenstaaten, die sehr unterschiedlich groß waren. Manche Maharadschas herrschten nur über einige Dörfer, einige dagegen über ausgedehnte Länder mit Millionen Untertanen.
Unter der Bezeichnung Indien war diese Union Teilnehmer beider Weltkriege, Gründungsmitglied des Völkerbundes, der Vereinten Nationen und Teilnehmer der Olympischen Spiele von 1900, 1920, 1928, 1932 und 1936.
1947 erlangte Britisch-Indien seine Unabhängigkeit und durch die Teilung Indiens wurde es in zwei Dominions aufgespalten, die Indische Union und Pakistan. Die Provinz Burma (das heutige Myanmar) im Osten Britisch-Indiens war bereits 1937 zu einer eigenständigen Kolonie erklärt worden, die schließlich 1948 die Unabhängigkeit erlangte. Bangladesch war bis 1971 als Ost-Pakistan Provinzialstaat von Pakistan und erlangte infolge des Bangladesch-Krieges seine Unabhängigkeit.

## Geschichte

### Ausgangssituation
Erstmals kamen die Briten zu Beginn des 18. Jahrhunderts als Handelsmacht nach Indien. Vorher hatte es in Indien lediglich kleinere Kolonien wie die der Portugiesen oder Niederländer gegeben. Im frühen 18. Jahrhundert war die Mogul-Herrschaft bereits in einer starken wirtschaftlichen und politischen Krise und deshalb stark ins Schwanken geraten. Währenddessen etablierten sich die Briten als Regionalmacht in Indien, jedoch alles im Namen des Mogulherrschers. Es kam zu keiner direkten Kolonialisierung, jedoch wurde der Einfluss der Briten mit der Zeit immer stärker. Nach dem Zerfall der Mogulmacht mit dem Tode Aurangzebs im Jahr 1707 stieg das Reich der Marathen (1674–1818, gegründet von Shivaji) in Südwestindien auf. Die Marathen waren die letzte indische Großmacht vor der britischen Herrschaft, die in den Marathenkriegen zwischen 1775 und 1818 besiegt wurden. Neben ihnen spielten noch die Machthaber von Hyderabad und Mysore eine Rolle in der indischen Politik, wobei die Fiktion eines weiter bestehenden Mogulreiches bis 1857 aufrechterhalten wurde, weil es den legalen Rahmen jeder Herrschaft bildete.

### Die ostindische Kompanie
In der 2. Hälfte des 18. Jahrhunderts dehnten die Briten bzw. die Britische Ostindien-Kompanie nach Verdrängung der Franzosen (Karnatische Kriege) und Portugiesen (Goa) ihren Machtbereich in Indien aus. Zunächst sicherten sie unter Robert Clive, 1. Baron Clive nur ihre Handelsinteressen in Bengalen ab, doch aus einem reinen Engagement im Indienhandel entwickelten sich handfeste Machtinteressen. Die Kompanie mischte sich in die Streitigkeiten der indischen Fürsten ein (Schlacht bei Plassey 1757) und übernahm von den Mogulkaisern das Steuerprivileg in Bengalen. 1758 hatte es Clive noch abgelehnt, 1765 nahm er es an.

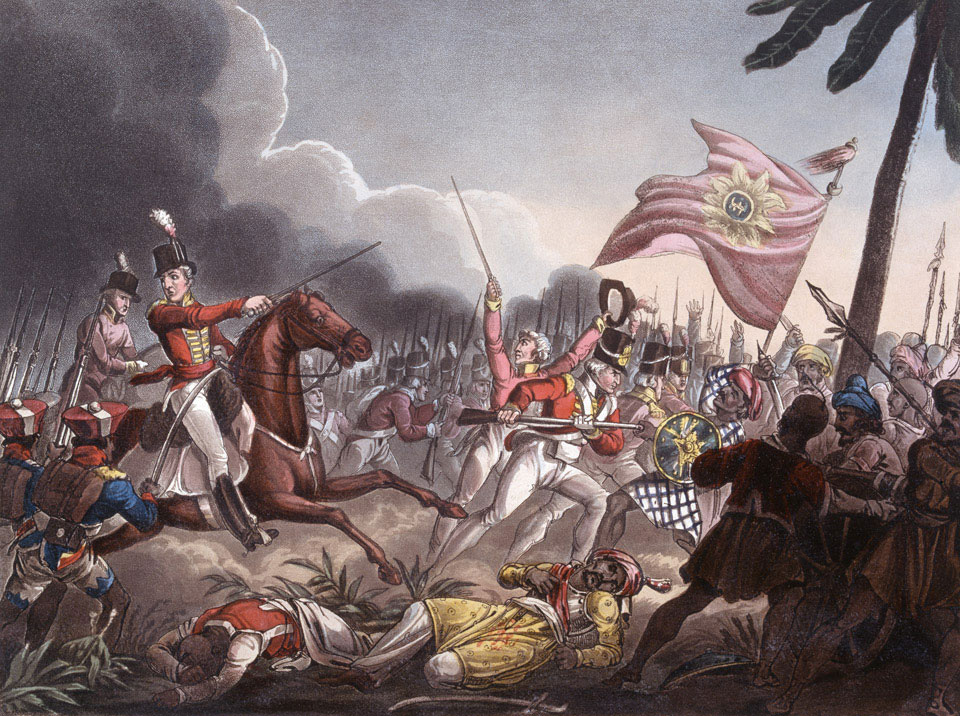
Arthur Wellesley 1. Schlachtbild Indien

Bald erwiesen sich die Briten als ehrgeizige und flexible Machthaber. 1769 kam Warren Hastings, er wurde 1771 Gouverneur von Bengalen und wies seine Leute an, die Verwaltung zu übernehmen: bis dahin hatte sich die Kompanie hinter der fiktiv aufrechterhaltenen Herrschaft des Nawabs versteckt. Er und seine Nachfolger verknüpften indische Soldaten mit europäischer Kriegsführung und britische Handelsgewinne mit indischen Steuern, bekämpften die (bei Indern und Briten gleichermaßen weitverbreitete) Korruption, schlossen Schutzverträge ab und übernahmen immer mehr Landstriche. Wo sie nicht selbst an der Macht waren, dienten Beamte der Ostindien-Kompanie als Berater.
Die Briten konnten dabei mit dem Amt des Generalgouverneurs und seines Beratungsgremiums (1773, nach 1784 dann ein Aufsichtsrat in London) eine einheitliche Politik organisieren. Auf der Gegenseite stand ein von vielen Konflikten zerrissenes Indien, in dem sich immer eine Partei fand, die bereit war, mit den Briten zu paktieren. Der technologische Vorsprung durch die industrielle Revolution trat hinzu und seit dem Beginn des 19. Jahrhunderts konnte die Ostindische Kompanie so immer weitere Teile Indiens unter ihre Kontrolle bringen. 1803 fiel Delhi an die Briten, womit auch der Mogulkaiser (nach wie vor der nominelle Herrscher Indiens) deren Kontrolle unterstand.
Mit den großen Gebietseroberungen wurde die Kompanie immer desorganisierter. Ihre Angestellten wurden durch Bestechungsgelder von indischen Fürsten und den Privathandel Millionäre, während die Kriegskosten von den Aktionären gedeckt werden mussten und die Kompanie hoch verschuldet war. Mehrere Gesetze wandelten die Ostindische Kompanie daher 1773 (Regulating Act), 1784 (India Act), 1793, 1813 (weitreichende Abschaffung des Handelsmonopols), 1833/4 (Verwaltungskörperschaft ohne Handelskontore) von einer Handelsgesellschaft schrittweise in eine autonome Verwaltungsorganisation unter Kontrolle der britischen Regierung. Die Handelsangestellten wurden durch Beamte ersetzt und Indien dem britischen Handel geöffnet, womit das Monopol der Gesellschaft gebrochen war.

### Anpassungsversuche

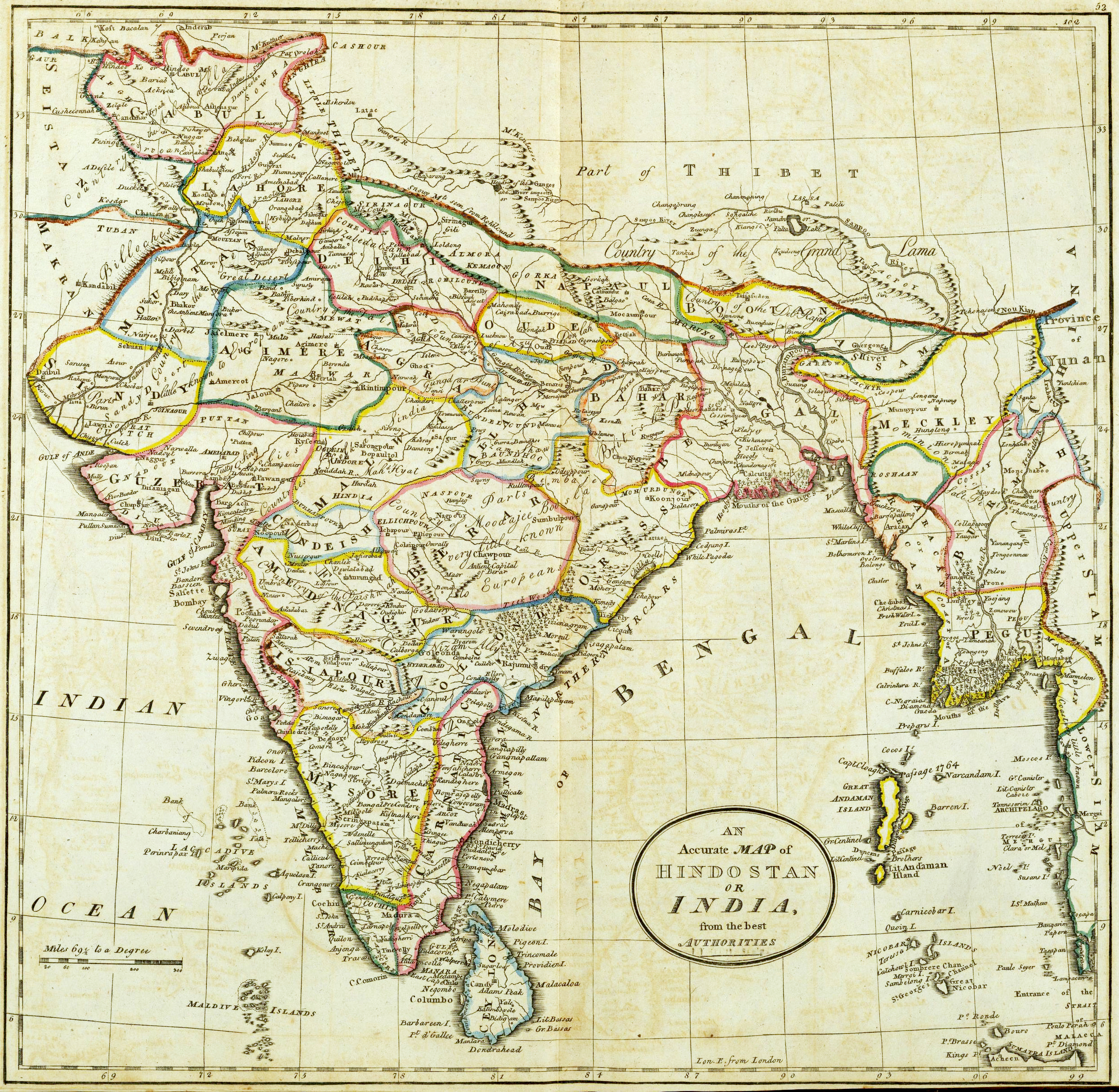
Karte des indischen Subkontinents („Hindostan“) aus dem Jahr 1814

Der Erfolg der Briten war mühsam erkauft, vor allem konnten sie die auseinandergehenden kulturellen Vorstellungen der Verwaltung zunächst nicht verbinden. So ließ Warren Hastings das islamische Strafrecht bestehen, weil es einfach zu handhaben war. Ab 1774 gab es dann einen Obersten Gerichtshof nach englischem Gesetz, der aber nach einer Festlegung von 1781 nur für Europäer galt. Die grausamsten Strafen des islamischen Gesetzes (Pfählen, Verstümmeln) wurden abgeschafft, aber bis 1861 gab es kein verbindliches Strafgesetzbuch; die Briten verließen sich vielmehr auf einheimische Rechtsexperten. Englisch wurde erst in den 1830er Jahren zur Verwaltungssprache, davor war es das Persische. Alles in allem waren die Briten bis weit ins 19. Jahrhundert hinein nicht in der Lage, die Verwaltung zu ordnen und zu vereinheitlichen: Es gab nicht benötigte Ämter, widersprüchliche Verträge, falsche Interpretationen früherer Rechtspraxis usw. – kurz ein Chaos in allen Besitz-, Steuer-, Amts- und Hoheitsfragen.
Auch bemühte man sich in den letzten Jahrzehnten des 18. Jahrhunderts, das altehrwürdige Landwirtschaftssystem Indiens dem europäischen System des Grundbesitzes anzupassen. Somit wurde eine Verschuldung des Bodens durch Spekulantentum eingeleitet (Boden konnte unter den Briten bei Zahlungsunfähigkeit verkauft werden; 1793 „dauerhafte Verpachtung“ schafft neue Grundeigentümer).

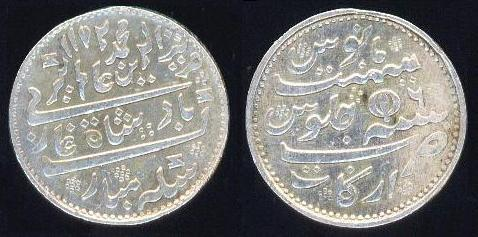
Silberrupie aus der „Madras Presidency“, geprägt vor der Vereinheitlichung der Münzen 1835; die Briten orientierten sich bis dahin an der einheimischen Gestaltung.

### Lord Dalhousie und der Weg zum großen Aufstand 1857
Im Laufe des 19. Jahrhunderts traten Beamte (z. B. Justizminister Lord Macaulay), die sich die Umwandlung Indiens im englischen Sinne und die Vermittlung fortschrittlicher, christlicher Werte ins Programm schrieben, an die Stelle der Geschäftsleute, die sich einst um intensive Sprach- und Landeskenntnisse bemühten. Zum Beispiel wurden 1834 die bis dahin üblichen Ehen und gesellschaftlichen Beziehungen mit Indern verboten und eine Trennung zwischen den beiden Gruppierungen eingeführt.
Ein wichtiger Schritt war die Kartierung des Subkontinents. George Everest setzte den Great Trigonometric Survey, begonnen von Lambton 1806, ab 1823 bis 1841 fort. 1832 führte er die ebenfalls von Lambton begonnene indische Meridiangradmessung, The Great Arc, bis 1841 durch. Dieser umfasst mehr als 21° von der Südspitze Indiens bis Nepal nördlich von Dehradun (2,400 km).
Lord Dalhousie übte 1848–1856 das Amt des Generalgouverneurs aus. Er schuf mit großer Energie ein enges Gewebe einer straff organisierten Verwaltung. Die alten Freiräume der Art „Schafft Ordnung im Land, macht die Leute glücklich und sorgt dafür, dass es keinen Spektakel gibt“ gab es für die Beamten (viele davon auch im zivilen Bereich arbeitende Offiziere) nun nicht mehr. Die in Indien gültige Praxis der Adoption von Thronfolgern wurde dem Einspruchsrecht des Generalgouverneurs unterworfen und Lord Dalhousie annektierte so eine Handvoll dieser abhängigen Fürstenstaaten (sog. Doctrine of Lapse). Daneben gab es in Avadh (Hauptstadt: Lucknow, heute Teil von Uttar Pradesh) eine wiederholt angeprangerte Misswirtschaft, die ihm zum Vorwand diente, es 1856 ebenfalls zu annektieren (wenn auch diesmal auf Anweisung seiner Direktoren in London hin).

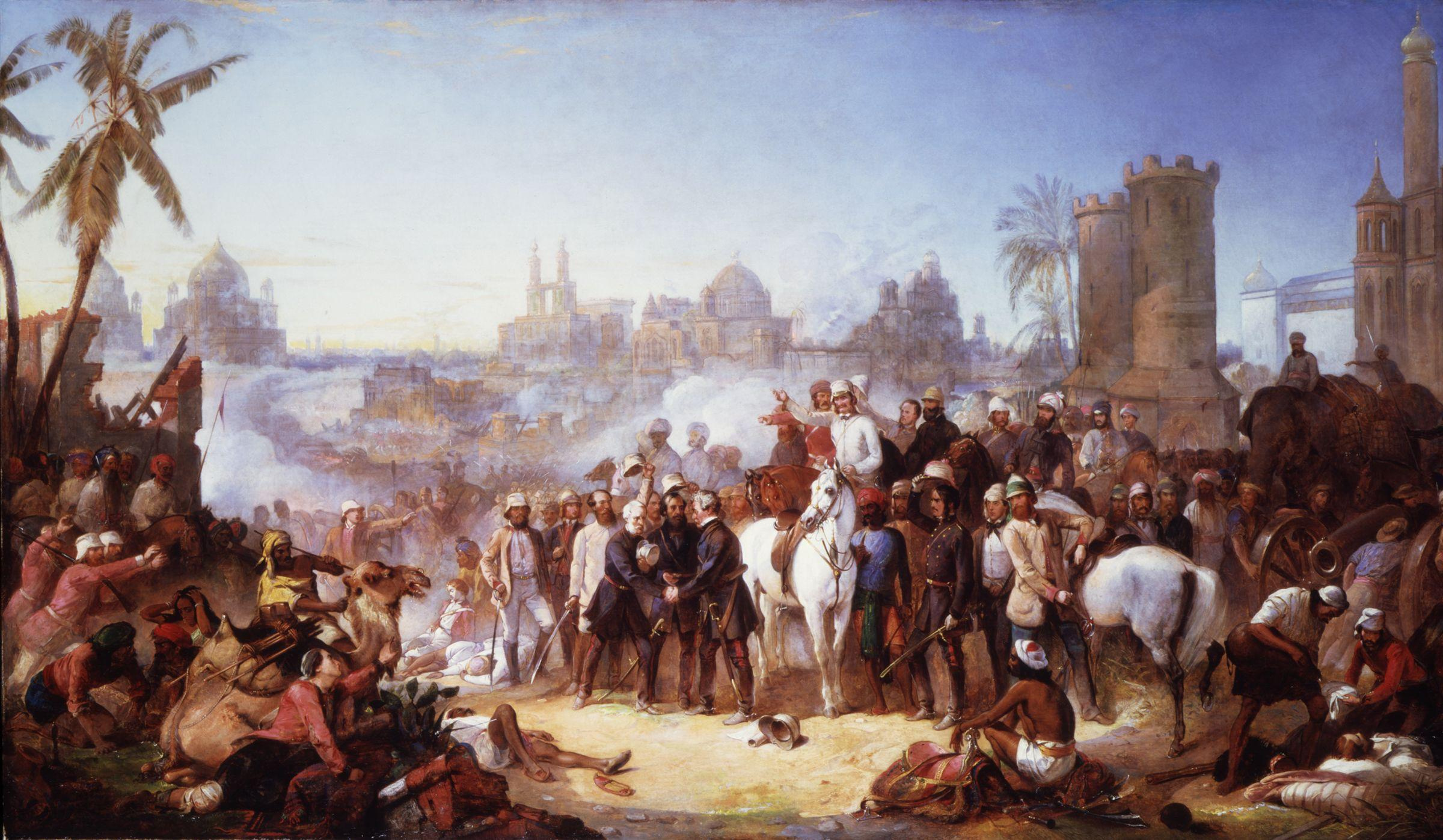
Entlastung von Lucknow, 1857

Die Klasse der Grundeigentümer war ebenfalls von den Reformen des Lords betroffen. Im Dekkan wurden rund 20.000 Grundstücke teils unter zweifelhaften Ansprüchen enteignet, ohne dass man althergebrachte Werte und Sitten respektierte und Ungerechtigkeiten ausglich. (Den Jats in der Umgebung von Delhi hatte man ihr Weideland z. B. steuerlich wie Ackerland veranlagt – sie litten unter der Steuer.) In den Gefängnissen wurde die Kastentrennung aufgehoben, indem man alle miteinander essen ließ. Die Brahmanen wurden durch moderne westliche Erziehung um ihre Autorität gebracht.
Die Folgen dieser energischen Politik spürte man im Sepoy-Aufstand. Dieser Aufstand wird verschiedentlich als erste Unabhängigkeitsbewegung gegen die Briten gesehen, da er auf dem Widerstand gegen Beschneidung angestammter Rechte und Traditionen beruhte. Es gab nicht nur eine Unzufriedenheit, die sich durch alle Kasten zog, sondern auch die angestammte Führerschaft, für einen Aufstand: Nana Sahib, verantwortlich, für das Massaker an englischen Frauen und Kindern in Kanpur, war z. B. der Adoptivsohn des letzten Peschwas Baji Rao II. und wurde durch Dalhousies Politik um seine Rente gebracht. Er hatte einen fähigen General namens Tantia Topi. Die Rani von Jhansi Lakshmibai, eine legendäre Aufstandsführerin, war um die Nachfolge ihres Adoptivsohnes gebracht worden. Auch der Exkönig von Avadh hatte seine Agitatoren in den Sepoy-Regimentern und viele Sepoys stammten von dort.
Die nach europäischem Vorbild ausgebildeten indischen Soldaten (Sepoy) wurden von Briten befehligt und zählten 1830 187.000 Mann gegenüber 16.000 Briten. Inder konnten lediglich bis zum Kompanieführer aufsteigen. Das Kräfteverhältnis am Vorabend des Aufstandes war wie folgt: 277.746 Sepoys gegen 45.522 britische Soldaten. Trotzdem siegten die Briten und im Nachhinein begründete die Politik Dalhousies nicht nur die Zeit des imperialistischen Britisch-Indien, sondern auch den modernen indischen Einheitsstaat.

### Nach dem Sepoy-Aufstand

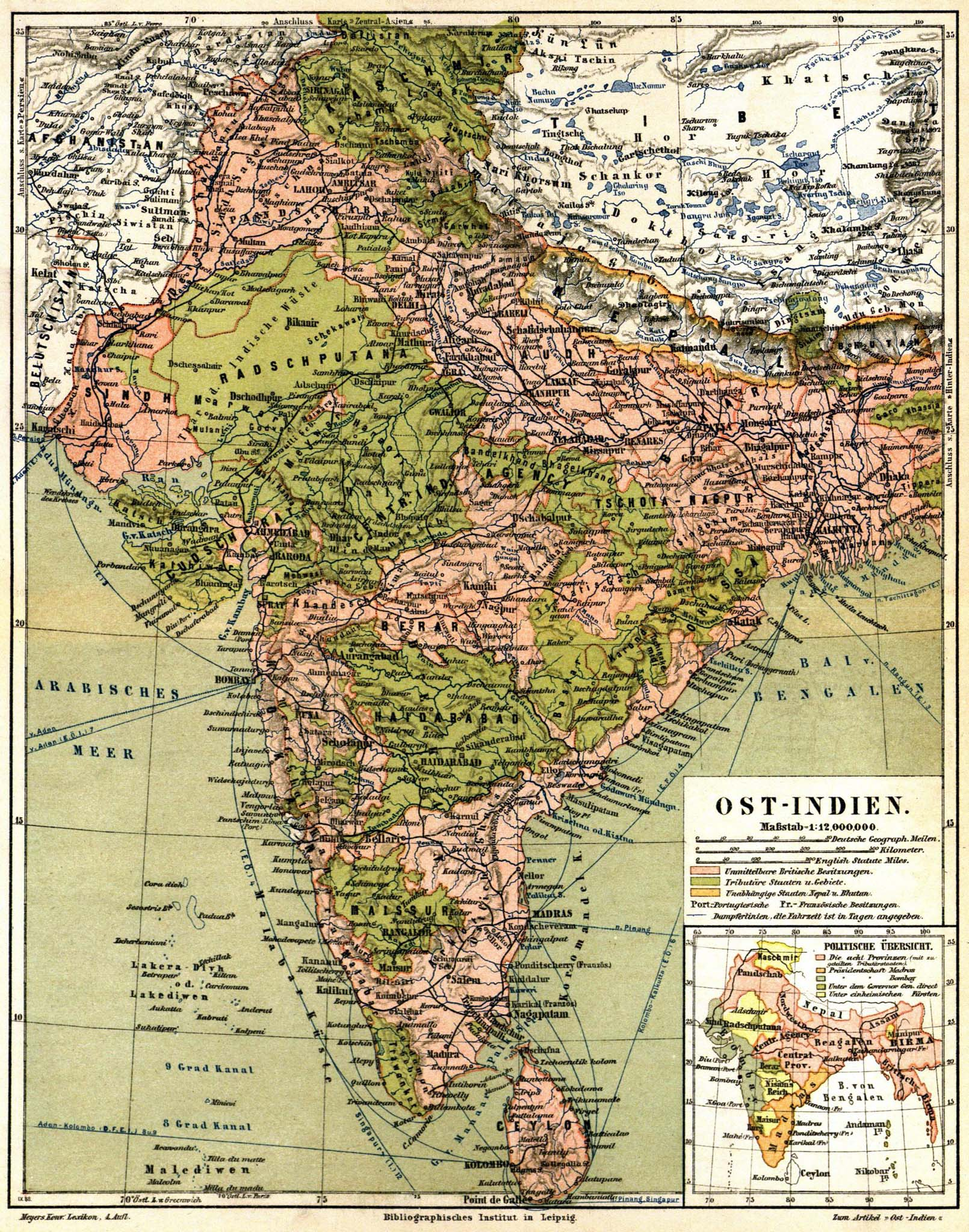
Karte des Kaiserreichs Indien

Nach dem Sepoy-Aufstand 1857/58 endete die Herrschaft der Ostindien-Kompanie, ihre letzten Machtbefugnisse bzw. Sonderrechte wurden an die Krone übertragen.
Dies geschah mit dem Government of India Act 1858, den das britische Parlament am 2. August 1858 auf Antrag von Premierminister Palmerston verabschiedete. Kernpunkte des Gesetzes waren:
- die Übernahme aller Territorien in Indien von der Ostindien-Kompanie, die zugleich die ihr bisher übertragenen Macht- und Kontrollbefugnisse verlor.
- die Regierung der Besitzungen im Namen der Königin Victoria als Kronkolonie. Es wurde ein Secretary of State for India an die Spitze des India Office, das von London aus die behördliche Verwaltung beaufsichtigte, gestellt.
- die Übernahme allen Vermögens der Gesellschaft und das Eintreten der Krone in alle zuvor geschlossenen Verträge und Abmachungen.

Gleichzeitig wurde der letzte Mogulkaiser Bahadur Shah II. abgesetzt. Von nun an regierte der Rat des Generalgouverneurs, welcher dem India Office in London unterstand. Den Indern wurden dieselben Rechte wie den Briten zugesagt und auch der Zugang zu allen Regierungsposten. Tatsächlich aber machten es scharfe Aufnahmebedingungen den Indern in der Regel fast unmöglich, höhere Positionen in der Verwaltung zu erlangen. Die Fürstenstaaten konnten wieder durch Adoption weitervererbt werden.

### Kaiserreich
1876 nahm Königin Victoria von Großbritannien den Titel „Kaiserin von Indien/Kaisar-i Hind“ an und dokumentierte damit, dass Indien zur Hauptstütze des britischen Weltreiches geworden war. Der Kaisertitel wurde nicht zuletzt geschaffen, um eine Art legale Basis für die britische Herrschaft zu schaffen: schließlich hatte die Ostindische Kompanie bis zuletzt im Namen des Mogulkaisers regiert. Das „Kaiserreich Indien“ war geteilt in die Gebiete unter direkter Kontrolle (knapp 2/3 des Landes) und in die Gebiete unter einheimischen Fürsten, den sogenannten Fürstenstaaten (Princely States oder Native States). Daher wurde für den Generalgouverneur 1858 der zusätzliche Titel Vizekönig eingeführt.
Im 19. Jahrhundert fiel Birma nach mehreren Kriegen (1852, 1866 und 1886) unter britische Herrschaft und wurde am 1. Januar 1886 Teil von Britisch-Indien. Der letzte König von Birma wurde mit seiner Familie durch die britische Besatzung ins Exil nach Indien geschickt, wo er auch starb.
Auch gab es immer wieder langwierige Kämpfe an der Nordwestgrenze zu Afghanistan, wo auch dem befürchteten russischen Vordringen begegnet werden sollte. Eine direkte Kontrolle über Afghanistan erwies sich aber als undurchführbar. 1893 wurde die Durand-Linie gezogen, die bis heute die Grenze zwischen Pakistan und Afghanistan bildet.

#### Verwaltungsgliederung

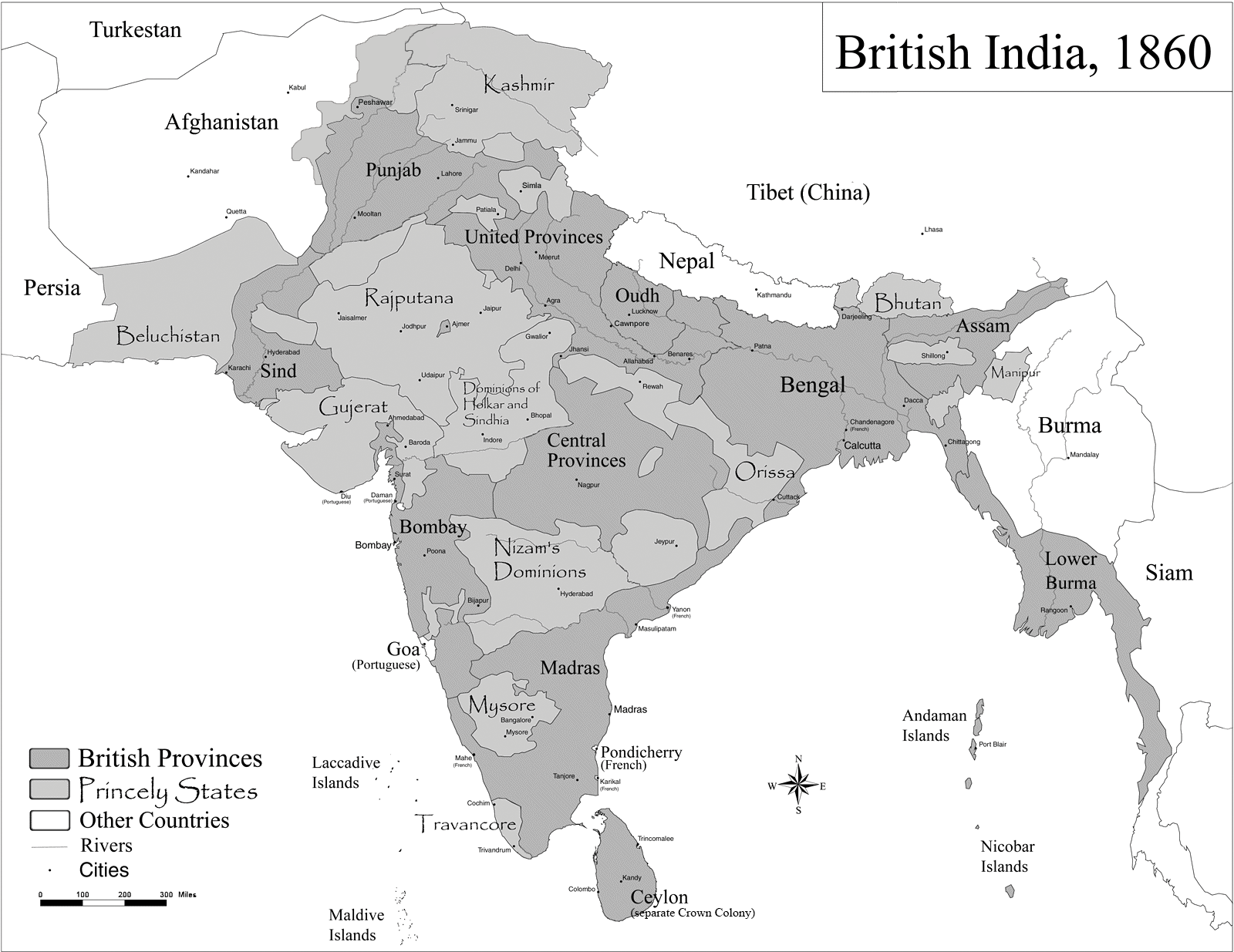
„British Raj“, die Verwaltungsaufteilung

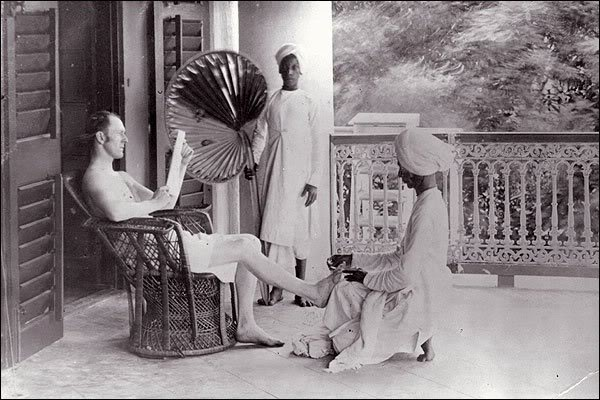
Ein Brite in Indien

An der Spitze der Provinzverwaltungen stand je nach Größe ein Gouverneur oder (Chief) Commissioner:
- Ajmer-Merwara: 1871 von den Nordwestprovinzen getrennt.
- Belutschistan: Die unter direkter Herrschaft stehenden Teile Belutschistans wurden 1887 als Provinz organisiert, erster Kommissar wurde Robert Groves Sandeman.
- Bengalen (Bengal): 1765 Präsidentschaft der Britischen Ostindien-Kompanie. Nach den Kriegen gegen die Marathen erweitert. 1858 Provinz, umfasste auch das heutige Bihar. 1874, 1905–1912 geteilt, bei Wiedervereinigung der Kernlande wurden Bihar und Orissa abgetrennt.
- Berar: Territorium des Nizam von Hyderabad, ab 1853 unter britischer Verwaltung, 1903 mit den Zentralprovinzen vereinigt.
- Bombay: 1668 Präsidentschaft der Britischen Ostindien-Kompanie. In den Kriegen gegen die Marathen erweitert. 1858 Provinz.
- Delhi, wurde nach dem Umzug der Regierung von Kalkutta zum 30. September 1912 eigene Provinz (Delhi Imperial Enclave) aus dem Punjab ausgegliedert, das Gebiet 1915 erweitert.
- Madras (amtlich Presidency of Fort St. George): 1640 gegründet, 1652 Präsidentschaft der Britischen Ostindien-Kompanie, Ende des 18. Jahrhunderts stark erweitert. 1858 Provinz.
- Mysore & Coorg: 1869–1881, danach wieder eigene Fürstenstaaten.
- Nagpur: 1853 aus einem annektierten Fürstenstaat geschaffen, 1861 an die Zentralprovinzen angeschlossen.
- Nordwestprovinzen (North-Western Provinces, Hauptstadt Agra): 1835 von der Präsidentschaft Bengalen abgetrennt; 1877 gemeinsame Verwaltung mit Oudh; 1902 formelle Vereinigung der beiden Provinzen und Umbenennung in United Provinces of Agra & Oudh (‚Vereinigte Provinzen von Agra und Oudh‘).
- Oudh: 1857 annektierter Fürstenstaat, seit 1877 von den Nordwestprovinzen verwaltet.
- Punjab: 1849 aus in den Sikh-Kriegen erworbenen Territorien gebildet. 1901 verkleinert, als die North-West Frontier Province (Nordwest-Grenzprovinz) gebildet wurde.
- Zentralprovinzen (Central Provinces): 1861 aus der Vereinigung von Nagpur mit den Saugor- und Nerbudda-Territorien entstanden. Nach dem Anschluss von Berar 1903 in Central Provinces and Berar umbenannt.

Randgebiete
- Aden und Persian Gulf Residency: 1932 von der Präsidentschaft Bombay getrennt; Ersteres wurde 1937 eigenständige Kronkolonie.
- Assam: 1874 von Bengalen abgetrennt, 1905 vergrößert und in Eastern Bengal & Assam umbenannt.
- Andamanen und Nikobaren: 1872 als eigene Provinz organisiert.
- Birma: Lower Burma (Unter-Birma) 1862 gebildet aus Arakan, Pegu und Tenasserim, 1886 um Upper Burma (Ober-Birma) erweitert, 1937 vom Kaiserreich Indien abgetrennt und zur eigenständigen Kronkolonie erhoben.

#### Verwaltung nach 1919
Nach den Bestimmungen des Government of India Act von 1919 (in Kraft ab dem 1. April 1921) bestanden elf Provinzen unter einem Gouverneur (Governor’s Provinces). Dieser war dem Londoner Parlament verantwortlich und für fünf Jahre ernannt. Beigegeben war ihm ein Council mit zwei bis vier ernannten Mitgliedern. Sofern Inder gewisse Fragen entscheiden durften, stellten sie zwei bis drei Fachminister. Jede Provinz hatte ein Legislative Council, das im dreijährigen Turnus gewählt wurde. 1935 wurden die Provinzen Sindh (Hauptstadt Karatschi) und Orissa neu geschaffen. Die North-West Frontier Province (NWFP) wurde am 9. November 1901 aus dem Punjab ausgegliedert und von Peschawar aus verwaltet.
Die Provinzen zerfielen weiter in Divisions unter Kommissaren (Commissioner), in Madras wurden sie als Collectorates bezeichnet. Diese waren wiederum in Districts (1935: 273) unterteilt, deren gesamte Verwaltung von einem District Officer oder Deputy Commissioner geleitet wurde. Sindh wurde 1936 von Bombay getrennt. Panth-Piploda wurde 1942 vom Fürstenstaat Jaora abgetreten.
Volksvertretungen
| Provinzen (vor 1935)              | Hauptstadt (S: im Sommer)       | Abgeordnete im Council of State (ernannt/gewählt) | Abgeordnete im Legislative Council (ernannt/gewählt) | Abgeordnete des Provinzparlaments Gesamt (ernannt/gewählt) | Anzahl Fürstenstaaten |
| --------------------------------- | ------------------------------- | ------------------------------------------------- | ---------------------------------------------------- | ---------------------------------------------------------- | --------------------- |
| Madras                            | Madras, S: Ootacamund           | 2 / 5                                             | 4 / 16                                               | 132* (34 / 098)                                            | —                     |
| Bombay                            | Bombay, Poona; S: Mahabaleshwar | 2 / 6                                             | 6 / 16                                               | 114* (28 / 086)                                            | 152                   |
| Bengalen                          | Kalkutta, S: Darjeeling         | 2 / 6                                             | 5 / 17                                               | 140 (26 / 114)                                             | —                     |
| United Provinces of Agra and Oudh | Allahabad, S: Nainital          | 2 / 5                                             | 3 / 11                                               | 123* (23 / 100)                                            | —                     |
| Punjab                            | Lahore, S: Shimla               | 3 / 3                                             | 2 / 12                                               | 094* (23 / 071)                                            | 021                   |
| Bihar & Orissa                    | Patna, Ranchi                   | 1 / 4                                             | 2 / 12                                               | 103 (27 / 076)                                             | 026                   |
| Central Provinces (mit Berar)     | Nagpur, S: Pachmarhi            | - / 2                                             | 3 / 06                                               | 073* (18 / 055)                                            | 015                   |
| Assam                             | Shillong                        | - / 1                                             | 3 / 06                                               | 053 (14 / 039)                                             | 016                   |

In Birma hatten Frauen zwar 1923 das Wahlrecht erhalten. Dieses war aber, ebenso wie bei Männern, ein Zensuswahlrecht, das vom Steueraufkommen abhing. Da nur Männern eine Kopfsteuer auferlegt wurde und daher wesentlich mehr Männer als Frauen Steuer bezahlten, kann hier nicht von vergleichbaren Kriterien für die Geschlechter gesprochen werden. Frauenwahlrecht mit hoher Einkommensqualifikation bestand auch auf gesamt-indischer Ebene und zu den mit * gekennzeichneten Legislaturen.
Dazu kamen fünf Provinzen, denen ein auf drei Jahre ernannter Chief Commissioner vorstand; ohne Volksvertretung unterstanden sie direkt der Zentralregierung:
- Andamanen und Nikobaren mit dem Hauptort Port Blair, dessen berüchtigtes Gefängnis Circular Jail zur Verbannung politischer Gefangener genutzt wurde. Zu den 28.000 Einwohnern (1937) kamen 6.158 Sträflinge; 1921 waren es 11.500 gewesen
- Ajmer-Merwana mit der Sommerhauptstadt Mount Abu
- Belutschistan, Hauptstadt Quetta; der tahsil Quetta war bis 1879 Teil des Staates Kalat. 1886 kamen Bori, 1887 Khétran, 1889 Zhob und Kakar Khurasan, 1896 Chagai und West-Sinjrani, 1899 Nuski Niabat sowie 1903 Nasirabad hinzu.
- Der Status von Delhi blieb unverändert; es bestand eine Legislatur aus 41 ernannten und 104 gewählten Abgeordneten
- Coorg unterstand seit 1881 dem Residenten von Mysore. Die beratende Versammlung hatte 20 Mitglieder, von denen fünf aus dem Staatsdienst kamen.

Fürstenstaaten
Zu den als Protektorate unter verschiedenen Agencies zusammengefassten Fürstenstaaten (1941: 560, davon 119 mit Salutrecht).

### Zeit der Unabhängigkeitsbewegung

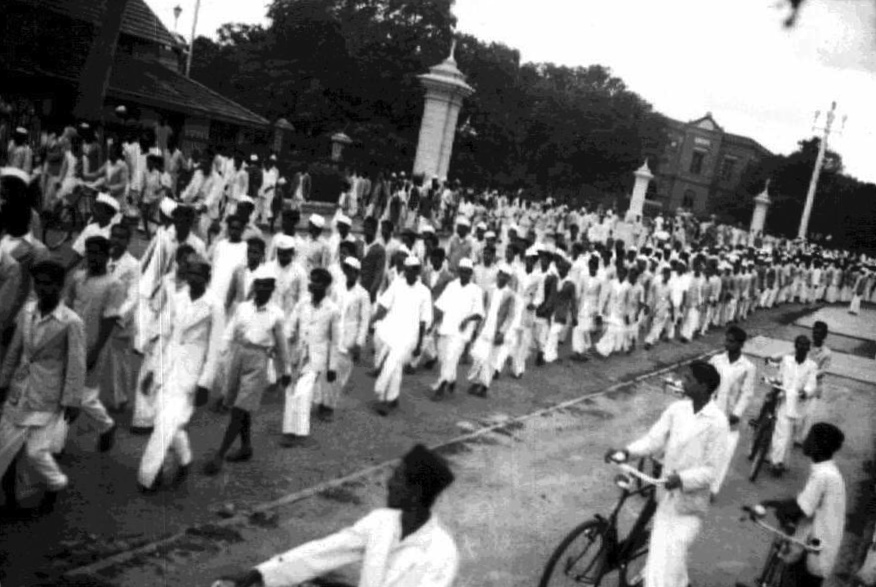
Quit-India-Bewegung 1942

1885 wurde der Indische Nationalkongress (INC) gegründet, der zu Beginn lediglich die Funktion hatte, mit Anfragen und Bitten auf die Kolonialregierung zuzugehen. Es handelte sich zunächst um eine eher elitäre Vereinigung, „die westlich gebildet sowie von europäischem Denken geprägt war und darauf brannte, Regierungsverantwortung zu übernehmen“ (Gita Dharampal-Frick; Manju Ludwig und lima raja: Kolonialisierung und Unabhängigkeit, 153). Im weiteren Verlauf der Geschichte war es dann ebendieser INC, der entscheidend auf die Unabhängigkeit Indiens einwirkte. Wegen des wachsenden Einflusses der Hindus im INC kam es 1906 zur Gründung der rivalisierenden Muslimliga. Der INC und die Muslimliga verfassten 1916 gemeinsam eine Erklärung mit Forderungen nach indischer Unabhängigkeit (Lucknow-Pakt). Diese wurde von der britischen Regierung im August 1917 mit einer politischen Absichtserklärung beantwortet, Indien einen allmählichen Übergang zur Selbstregierung zuzugestehen.
Nach dem Ersten Weltkrieg, in dem 1,3 Millionen Mann der Indischen Armee auf britischer Seite kämpften, war das weiterhin unter britischer Herrschaft stehende Indien eines der Gründungsmitglieder im Völkerbund. Mit Mahatma Gandhi kam der INC zu seinem wohl bekanntesten und auch charismatischsten Führer. Er verstand es, eine große Menschenmenge zu bewegen und den Prozess der Unabhängigkeit Indiens auf eine nächste Ebene zu befördern. So kam es in der Zwischenkriegszeit zum gewaltlosen Widerstand gegen die britische Herrschaft. Die Swadeshi-Bewegung (abgeleitet aus dem Sanskrit: „swa“ – selbst, „desh“ – Land: eigenes Land) war eine von Gandhi unterstützte Strömung, die eine Bewegung des Boykotts ausländischer Produkte wie Stoffe, Kleidung und Salz war. Gandhi selbst kleidete sich in ein handgewebtes knielanges Hüfttuch, ein schlichtes Hemd und grobe Sandalen.
Gandhi bemühte sich um die politische Einheit von Hindus und Muslimen, er träumte von einem einheitlichen, ungeteilten Indien. In seinen Bestrebungen um Unabhängigkeit waren religiöse und politische Motivationen auf eine eigentümliche Weise verschränkt. Beispielsweise waren seine politischen Maßnahmen stets „von religiösen Ritualen (Gebete, Fasten, Prozessionen) begleitet“ (Michael Bergunder: Pluralismus und Identität, 162). 1919 fand das Massaker von Amritsar statt, bei dem mindestens 379 Demonstranten von britischen Soldaten erschossen wurden. Zwischen 1920 und 1922 fand die sogenannte Kampagne der Nichtkooperation statt, die von Gandhi initiiert wurde. 1930 fand der berühmte Salzmarsch statt. Doch trotz der großen nationalen wie auch internationalen Resonanz konnten keine weitreichenden Veränderungen in Bezug auf eine Mitregierung oder gar eine Unabhängigkeit erzielt werden. 1935 wurden im Government of India Act von 1935 Wahlen zu Provinzparlamenten in die Wege geleitet, die der INC 1937 in sieben von elf Provinzen gewann. Im selben Jahr wurde Birma zur unabhängigen Kronkolonie erhoben.
Obwohl die indische Öffentlichkeit nicht mit den Nationalsozialisten sympathisierte und Großbritanniens Haltung gegenüber Deutschland begrüßte, erklärten die führenden politischen Kräfte Indiens (wie Subhash Bose), nur in den Krieg eintreten zu wollen, wenn Indien im Gegenzug seine Unabhängigkeit erhalten würde. Der britische Generalgouverneur Lord Linlithgow erklärte beim Ausbruch des Zweiten Weltkrieges den Kriegszustand des Indischen Empire mit Deutschland, jedoch ohne die indischen Politiker zu konsultieren. Durch diesen Schritt wurde deutlich, wie wenig die bisher gewonnene Mitregierung im Bezug auf eine Selbstbestimmung bedeutete, sodass die Forderung nach Unabhängigkeit nach Kriegsende durch den INC laut wurde. Diese Forderungen wurden jedoch abgelehnt und die darauf folgenden Aufstände und Unruhen gewaltsam niedergeschlagen. Zu Beginn des Krieges hatte Indien eine Armee von rund 200.000 Mann, bei seinem Ende hatten sich 2,5 Millionen Mann gemeldet, die größte Freiwilligen-Armee im Zweiten Weltkrieg. In diesem Krieg verlor Indien nach offiziellen Zahlen 24.338 Soldaten, 64.354 wurden verwundet und 11.754 blieben vermisst. Aufgrund des kriegsbedingten Nahrungsmangels verhungerten schätzungsweise zwei Millionen Menschen (siehe auch Hungersnot in Bengalen 1943).
Nach dem Zweiten Weltkrieg kam es entgegen den Ankündigungen zu Verhandlungen über eine mögliche Unabhängigkeit Indiens. Beteiligt waren neben Mahatma Gandhi auch dessen Nachfolger Jawaharlal Nehru als Vertreter des INC und auch Mohammed Ali Jinnah, der Führer der Muslimliga, der die Gründung Pakistans als Ziel verfolgte. Der unterschiedlichen Interessen und Vorstellungen wegen kam es zum Streit und einem plötzlichen Ende der Verhandlungen. Die Folge waren Unruhen zwischen Muslimen und Hindus, und da sich Großbritannien nicht imstande sah, Herr der Lage zu werden, wurde die Unabhängigkeit beider Staaten in Aussicht gestellt. Diese sollte eigentlich erst im Juni 1948 erfolgen, von britischer Seite aus entschied man sich spontan zu einer schnelleren Machtübergabe schon im Juni 1947. Nach der Zwei-Nationen-Theorie (siehe auch Mountbattenplan) wurde das Land dabei in einen hinduistischen Teil (das heutige Indien) und einen muslimischen Teil (das heutige Pakistan) aufgeteilt. Zum damaligen Pakistan gehörte auch das heute unabhängige Bangladesch. Die überstürzte Machtübergabe und unüberlegte Grenzziehungen führten zu schwerwiegenden Konflikten zwischen beiden Staaten.
Dass es überhaupt zu einer Zwei-Nationen-Lösung kam, steht unter anderem in Verbindung mit den religiös-nationalen Interessen Gandhis. Für ihn stellte sich Indien „in erster Linie als eine religiöse Idee“ (Michael Bergunder: Pluralismus und Identität, 162) dar. Den Hinduismus verstand Gandhi als eine inkludierende Religion. Es war für ihn klar, dass auch andere Religionen einen Weg zu Gott darstellten, jedoch galt für Gandhi zugleich, zumindest implizit, das Primat des Hinduismus. Ein Beispiel dafür ist sein Einsatz für die Heiligkeit der Kuh. Diese wollte er indisch-islamischen Gruppierungen gegenüber durchsetzen und machte ihnen so ihre religiösen Überzeugungen streitig. Jinnahs Forderung in den Verhandlungen ab 1945 nach einem muslimischen Pakistan ist als eine Abgrenzung zu Gandhis vereintem Indien zu verstehen, das dieser im Sinne eines umschließenden Hinduismus dachte. Jawaharlal Nehru, der maßgeblich an den späteren Verhandlungen teilnahm, vertrat hingegen eine strikte Trennung von Religion und Politik. Für ihn sollte die Politik Indiens deshalb unter dem Vorzeichen des Säkularismus und nicht eines hindu-nationalen Bewusstseins stehen.

## Wirtschaft und Soziales
Unter der Herrschaft der Ostindischen Kompanie war Indien immer mehr zum wirtschaftlichen Ausbeutungsobjekt herabgesunken. Die indische Weberei als Industriezweig wurde z. B. durch die beginnende Maschinenproduktion in Europa ruiniert: Der europäische Markt war verschlossen, und zur gleichen Zeit führte Großbritannien Fertigkleidung in Indien ein; Indien wurde zum Absatzmarkt, während die Textilexporte rasch zurückgingen.
Das wirtschaftliche Monopol der Ostindischen Kompanie wurde schon 1813 abgeschafft, sie hatte aber nach wie vor die Verwaltung inne und einige Privilegien. Neben ihr stiegen nun sogenannte Agency Houses auf, die eigene Unternehmungen finanzierten, aber noch keine ausreichende Kapitaldecke besaßen. Die Investitionen hielten sich in engen Grenzen, denn der europäische und amerikanische Markt waren sicherer und hatten bessere logistische Voraussetzungen vorzuweisen. Eine Reihe von Pleiten der Agency Houses und die Einstellung sämtlicher Handelsgeschäfte der Kompanie 1833/4 erlaubte es daher einem Inder einzusteigen: Dwarkanath Tagore (1794–1846). Danach stieg der Einfluss des britischen Kapitals wieder an, beispielsweise im Zusammenhang mit dem Eisenbahnbau. Als Gegenmaßnahmen zur schlechten Infrastruktur begann man 1839 mit dem Ausbau der Grand Trunk Road, einer schon seit der Mogulzeit bestehenden Straße von Delhi ausgehend, die bis Kalkutta geführt wurde. Banken wurden eingerichtet, Dampfer auf den Flüssen eingesetzt, und ab 1853 begann man mit dem Bau der ersten (schon in den 1840er Jahren projektierten) Eisenbahnlinie. Allgemein galt Britisch-Indien als das „Kronjuwel des britischen Empire“ (the Jewel in the Crown of the British Empire).
Im sozialen Bereich kam es zu weiteren Veränderungen. Die Sklaverei wurde abgeschafft und die Witwenverbrennung wurde 1829 zumindest im Gebiet unter direkter britischer Verwaltung verboten. 1829 ging die Regierung auch gegen die Thugs vor, eine Mördersekte der Göttin Kali. Einer der Vorkämpfer einer Art geistiger Erneuerung Indiens war der Brahmanensohn Ram Mohan Roy (1772–1833), der sich gegen das Kastenwesen, Witwenverbrennung und Unterdrückung der Frauen wandte. Sein Ziel war es, Hinduismus und Christentum in Einklang zu bringen, denn er ging davon aus, dass beide Glaubensrichtungen im Kern moralisch und rational waren.
Nach dem Sepoy-Aufstand wurden den Indern dieselben Rechte wie Briten zugesagt, und auch (bei entsprechender Befähigung) der Zugang zu allen Regierungsposten. Das hatte den Aufstieg vieler modern ausgebildeter Inder in der Verwaltung zur Folge, auch in höhere Posten bei der Armee. Auch unter direkter britischer Herrschaft fand eine gesteuerte Entwicklung der Kolonie statt, die dem Prinzip folgte, Rohstoffe in der Kolonie zu gewinnen, diese im Heimatland zu verarbeiten und die Kolonie gleichzeitig als Absatzmarkt für Fertigprodukte zu verwenden. Daher wurde Indien kaum industrialisiert, es fand nur ein Ausbau der Infrastruktur – insbesondere der Eisenbahn – statt. Hauptprodukte der Kolonie waren Baumwolle und Tee sowie Jute; auch große Mengen an Getreide (Weizen) wurden nach Großbritannien exportiert.

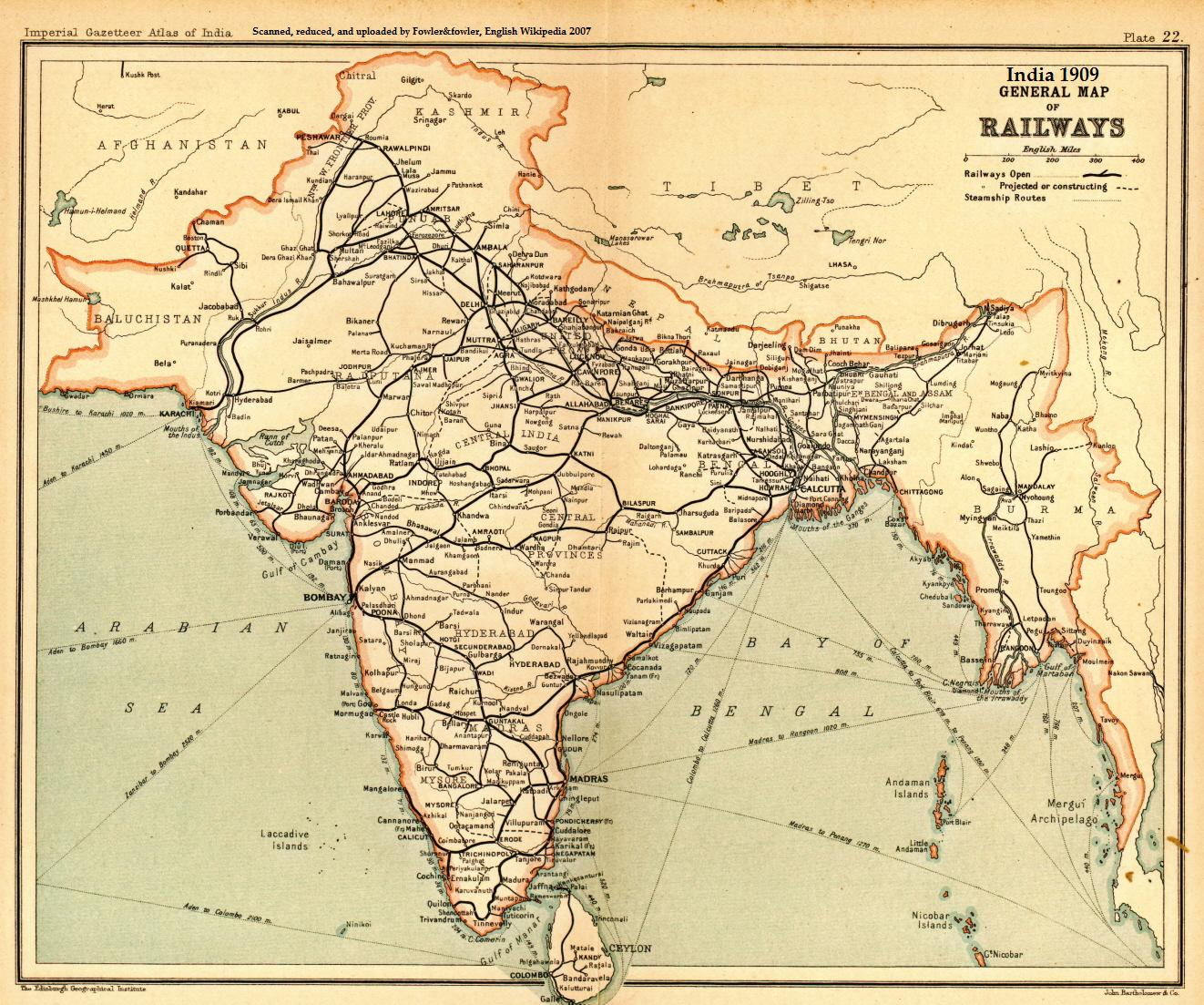
Das Eisenbahnnetz von Britisch-Indien umfasste im Jahr 1909 etwa 45.000 bis 50.000 km.

Die Nutznießer der Modernisierung Indiens (Straßen, Kanäle, Eisenbahnen, Fabriken, Colleges und Universitäten, Zeitungen usw.) waren trotz allem in erster Linie die Briten. Denn letztendlich unterstand die indische Verwaltung der Kontrolle des India Office in London und damit dem britischen Parlament, nicht den Indern. Die Sprache der Oberschicht war Englisch. Die Gesetze galten zwar für alle, wurden jedoch von den Briten gemacht, und die wirtschaftlichen Gewinner waren zunächst sie, dann erst die entstehende indische Mittelschicht.
Technische Errungenschaften wie etwa der Buchdruck wurden von den Indern selbst aufgenommen, und es entstand eine lebhafte indische Presse.
An der Masse der Bauern (oft ungebildet und verschuldet) und Handwerker ging die Modernisierung vorbei, sie war für sie ein Fremdgut ohne Beziehung zur eigenen Tradition. Dafür verschärften die Umstellung auf den Anbau von Exportprodukten wie Baumwolle anstelle von Grundnahrungsmitteln und die hohe Steuerbelastung die Armut auf dem Land. Dürre und Hochwasser verursachten immer wieder Hungersnöte mit Millionen Opfern. Entsprechend ihrer Laissez-faire-Wirtschaftspolitik unternahmen die Briten wenig, um den Hungernden beizustehen. Der Wirtschaftsanthropologe Jason Hickel und sein Co-Autor Dylan Sullivan schätzen, dass Indien eine Übersterblichkeit von 165 Millionen Menschen aufgrund des britischen Kolonialismus zwischen 1880 und 1920 erlitten hat.

### Staatsfinanzen
Besonders die zahlreichen Kolonialkriege und der Unterhalt der Armee verursachten massive Ausgaben. Als 1858 die Krone die direkte Herrschaft übernahm, übernahm sie nicht nur die Schulden der Ostindischen Kompanie, sondern entschädigte auch deren Anteilseigner großzügig, was zu einer vergleichsweise hohen Staatsschuld (India Debt) führte. Die Staatsfinanzen waren meist defizitär, was durch einen Exportüberschuss ausgeglichen werden musste und so durch permanenten Geldabfluss (drain) zur dauerhaften Verarmung des Landes führte. Bei den im Folgenden gegebenen Zahlen ist die Inflation zu berücksichtigen: Preisindex 1873 = 100, 1913 = 143, 1920 = 281, bezogen auf ganz Indien, die im Zweiten Weltkrieg einen weiteren Schub erhielt.

#### Einnahmenseite
Die wichtigste Einnahmequelle war und blieb die Grundsteuer (land revenue), obwohl ihr Anteil im Laufe der Zeit insgesamt abnahm. Mit dem Permanent Settlement (1793) war eine dem britischen System nachempfundene Struktur geschaffen worden. Großgrundbesitzer (zamindar) waren indirekt für das Eintreiben der Steuer verantwortlich. Die Einkünfte der Mittelsmänner aus der Landpacht stiegen zwischen 1793 und 1872 um das Siebenfache, es wurde jedoch nur etwas mehr als die doppelte Steuer abgeliefert. Im Süden war eine direktere Form der Steuerzahlung, das Ryotwari-System, üblich. Zwischen 1881 und 1901 stiegen die Einnahmen um weitere 22 % Auf lokaler Ebene wurde von den Dörfern noch eine Steuer zur Bezahlung der Dorfvorsteher (chaukidar) erhoben. Etliche Zamindar erfanden ihre eigenen Abgaben, etwa für den Unterhalt ihrer Elefanten. Die Steuereintreibung wurde vielfach durch Erpressung, Zwangsvollstreckung, aber auch häufig Gewalt betrieben.
Die Einführung von Gebühren auf die Nutzung von Wäldern und Weiden (forest revenue) durch die Briten, traf besonders die Tribals, die traditionell Wälder als Allmende genutzt hatten, und führte im 19. Jahrhundert zu zahlreichen Aufständen, die sämtlich blutig niedergeschlagen wurden.
Pläne zur Einführung einer Einkommensteuer wurden seit 1860 entworfen, zu ihrer Einführung kam es erst 1886, um die hohen Kriegskosten der Vorjahre zu decken. Die Steuerbasis wurde 1917 stark erweitert.
Die Umsatzsteuer (sales tax) war regressiv gestaltet und wurde 1888 stark erhöht. Verbrauchssteuern z. B. auf Alkohol gewannen an Bedeutung (1882: 6 Mio. Rs., 1920: 54 Mio.). Die Salzsteuer, die besonders das einfache Volk betraf, war vom Gesamtbetrag nie bedeutend. Zur Erlaubnis eines Geschäftsbetriebs war eine Gebühr für die Konzession (license fee) fällig.
Die Zölle wurden aus politischen Gründen niedrig gehalten, um die Einfuhr von Fertiggüter aus dem Mutterland, besonders Stoffe, nicht zu beeinträchtigen. Für das Tätigwerden von Behörden und Gerichten wurden Schreibgebühren (stamp duty) in Form von Gebührenmarken verlangt.

#### Ausgabenseite
Der größte Posten im indischen Staatshaushalt waren immer die Kosten der Armee. Dazu zählten nicht nur Aufwendungen in Indien, auch ein Großteil der britischen Kriegskosten 1885–86 gegen den Mahdi und beim Boxeraufstand (1900/01) wurde von Indien getragen, weiterhin die Kosten aller überseestationierten indischen Einheiten. Der Anteil am Haushalt stieg von 41,9 % 1881 auf 45,4 % 1891 und bis 1904 auf 51,9 %. Ein Drittel der Armee hatte nach dem Sepoy-Aufstand aus europäischen Soldaten zu bestehen, die etwa den dreifachen Sold eines Inders erhielten.
Nach 1873 kam es zu einer schleichenden Entwertung der Rupie, die auf dem Silberstandard basierte, gegenüber dem goldgedeckten Pfund. Dies war insbesondere für die Zahlung der Home Charges bedeutsam. Bei diesen handelte es sich um in Pfund abgerechnete Ausgaben, die an das Mutterland abgeführt wurden. Sie betrugen 1901 £ 17,3 Mio., wovon 6,4 Mio. Zinsen auf verbürgte Schuldverschreibungen aus dem Eisenbahnbau waren, weitere drei Millionen zur Bedienung der allgemeinen Staatsschuld dienten. £ 4,3 Mio. dienten zum Unterhalt der britischen Truppen nur £ 1,9 Mio. dienten dem Kauf von Material. Darin enthalten waren auch Pensionen für ehemalige Angehörige des Indian Civil Service (ICS) und britische Offiziere, zusammen £ 1,3 Mio. Auch die Kosten des India Office in London wurden hieraus bezahlt.